# David Bowie
David Bowie, rođen kao David Robert Jones (London, 8. siječnja 1947. – New York City, 10. siječnja 2016.) bio je britanski rock glazbenik, skladatelj, glazbeni producent, aranžer i glumac. Glazbeno je bio aktivan punih pet desetljeća i vječno sklon mijenjanju glazbenog stila i imidža, a njegov rad i inovacije naročito postaju specifične od 1970. godine. Bowie se pojavljivao na filmu kao vrlo uspješan glumac, video redatelj i vizualni umjetnik.

## Životopis

### Početak glazbene karijere
David Robert Jones rođen je u Brixtonu (London), od oca Stentona Jonesa, koji dolazi iz Doncastera (Yorkshire) i majke Margaret Mary Jones, koja potječe iz irske obitelji. Bowievi roditelji se vjenčavaju nakon njegovog rođenja. Žive u Brixtonu, Stansfield Road 40, do Bowieve šeste godine, kada se sele u Bromley. Bowie se školuje u "Bromley Technical High School", koja se nalazi u Kestonu, u Bromleyu, gdje sa svojim roditeljima živi do svoje osamnaeste godine.
S petnaest godina Bowie je doživio nesreću kada ga je njegov prijatelj George Underwood, koji je nosio prsten na ruci, udario u lijevo oko radi jedne djevojke i teško ga povrijedio. Bowie je osam mjeseci izostao iz škole, sve dok doktori nisu završili s operacijama i dok opet nije mogao normalno otvarati i zatvarati oko. Bez obzira na sve teškoće koje je prošao, ostao je dobar prijatelj s Underwoodom, koji je kasnije ilustrirao Bowieve rane albume. Doktori ipak nakon svega nisu uspjeli skroz zaliječiti njegovo oko, jer mu je zjenica neprestano dilatirala. Rezultat toga je njegovo trajno oštećenje dubinskog opažanja, kao i teško raspoznavanje boja.
Bowiev interes za glazbu počinje od njegove devete godine, kada pod utjecajem oca koji je sakupljao LP ploče, počinje slušati Fatsa Dominoa, Chucka Berryja i vrlo popularnog Little Richarda. Prilikom slušanja velikog Richardovog hita "Tutti Frutti" Bowie je znao govoriti: "Ovo mora čuti Bog". Njegov polubrat Terry uvodi ga u suvremeni jazz i Bowie se oduševljava Charlesom Mingusom i Johnom Coltraneom, dok od majke za Božić 1959. dobiva plastični saksofon.
Svoju glazbenu karijeru Bowie počinje vrlo rano, kao šesnaestogodišnjak. Godine 1962. osniva svoj prvi sastav koji se zvao "The Konrads". Tijekom 1960-ih godina član je mnogih blues sastava, a neki od njih su: The King Bees, The Manish Boys, The Lower Third i The Riot Squad. S King Beesima 1964. izdaje svoj prvi singl "Liza Jane". Kasnije s bluesa prelazi na stil britanskog popa. Rani singlovi snimljeni u vremenu 1964. – 1966. ostaju gotovo nezapaženi.
U ranim šezdesetima Bowie nastupa pod imenom "Davie Jones", pa su ga zamjenjivali s glumcem i pjevačem Davyjem Jonesom iz grupe "The Monkees". Zbog toga svoje umjetničko ime mjenja u "Bowie", po junaku Jimu Bowieu poznatom po Bowie nožu. U to vrijeme snima singl "The Manish Boys" za izdavačku kuću Parlophone kao Davy Jones, dok prelaskom u izdavačku kuću Pye izdaje pod imenom David Bowie.
Bowie svoj prvi album izdaje 1967. godine za izdavačku kuću "Decca Records" (koja je ogranak kuće "Deram"), pod jednostavnim imenom David Bowie. Album je mješavina popa i psihodelije. Približno u to vrijeme izdaje novi singl "The Laughing Gnome". Kasnije kuća "Deram" njegov rani materijal na albumima i singlovima obnavlja i zajedno ga stavlja na kompilaciju.

### Psihodelični folk i glam rock
David Bowie drastično mijenja svoj glazbeni stil i imidž, te u maniri hipi pokreta za diskografsku kuću "Mercury" izdaje album Man Of Words, Man Of Music. Album nije privukao veliku pažnju, ali se na njemu nalazi skladba "Space Oddity", koja ponovo izlazi kao singl i postiže zapaženi uspjeh u Velikoj Britaniji. Reizdanje albuma izlazi 1972. pod imenom Space Oddity.
U vrijeme kada završava skladbu "Space Oddity", počinje živjeti s Mary Finnigan kao podstanar. Finnigan i Bowie, zajedno s Christinom Ostrom i Barriejem Jacksonom, subotom navečer nastupaju u folk klubu "The Three Tuns pub" koji se nalazi u Beckenhamu (London). The Arts Lab bio je domaćin "Free Festivala" koji je održan u lokalnom parku, a to je kasnije Bowie uglazbio u svom singlu "Memory of a Free Festival".
Zajednička glazbena suradnja s Marcom Bolanom (pjevač, tekstopisac), Mickom Ronsonom (gitara), Johnom Cambridgeom (bubnjevi) te Johnom Viscontijem (bas-gitara, producent) koji nastupaju pod imenom "Hype" bili su temelji stalnoga pratećeg sastava, u koji je kasnije došao bubnjar Michael "Woody" Woodmansey. Bowie s ovom postavom 1970. godine izdaje svoj treći album The Man Who Sold the World, na kojem odbacuje zvuk akustične gitare s prijašnjih albuma i zamjenjuje ga zvukom električne gitare Micka Ronsona. Premda je ovo bio "prvi pravi" Bowijev album, sa svojim hard rock stilom i praskavim Ronsonovim gitarskim izvedbama nije zabilježio veći uspjeh.
Njegov sljedeći album bio je Hunky Dory (objavljen 1971. godine), koji također nije bolje prošao od prethodnoga, iako su kasnije glazbeni kritičari isticali kako je to jedan od ključnih Bowievih albuma. Nakon izdavanja albuma Bowie skandalozno najavljuje svoju homoseksualnost, te boji kosu crveno i izgleda kao androgina rock zvijezda. Bio je to uvod za album The Rise and Fall of Ziggy Stardust and the Spiders from Mars, jedan od ključnih trenutaka, kako u Bowievoj diskografiji, tako i u povijesti rocka. Na albumu se nalazilo nekoliko skladbi koje su bile povezane svojom pričom, a ostale su bile pod dojmom sage o rock zvijezdi i stardomu općenito. Na Ziggyju se vidi srastanje svih dotadašnjih Bowievih fascinacija; psihodelije šezdesetih, raskošnih melodija, kabaretskih aranžmana, pop produkcije, praskavih riffova na gitari, puhačkih izvedaba i još mnogo drugog. Bowie na albumu kombinira hard rock s albuma The Man Who Sold the World  s veselijim eksperimentalnim rockom s albuma Hunky Dory i glam rockom (od njegova pionira Marca Bolana iz T. Rexa). Mnogo pjesama s albuma postali su rock klasici: "Ziggy Stardust", "Moonage Daydream", "Hang on to Yourself" i "Suffragette City."
U to vrijeme Bowie se ubrzo promaknuo u veliku rock zvijezdu i počeo je jako puno raditi u glazbi. Osnivač i pjevač sastava "Velvet Underground", Lou Reed, u svom solo probijanju angažira Bowiea da mu, zajedno s Mickom Ronsonom, bude producent na njegovom drugom albumu Transformer. Iggy Pop sa svojim sastavom "The Stooges" potpisuje s Bowiem poslovnu suradnju oko produkcije njihovog trećeg albuma Raw Power. To nije bilo primjetno originalnim skladbama s albuma, već Bowie kasnije radi velike promjene u miksanju. Bowie surađuje i na povratničkom albumu "Moot The Hooplea" All The Young Dudes, a uza sve to objavljuje i svoj novi materijal Aladdin Sane, koji izlazi u travnju 1973.
Aladdin Sane slijedi prethodni stil glam i hard rocka i Bowie prvi puta s njim dolazi na broj 1 britanske top liste. Hit skladba "The Jean Genie" dospjela je na broj 2 ljestvice singlova, a "Drive-In Saturday" na broj 3. Album uključuje i obradu pjesme The Rolling Stonesa, "Let's Spend the Night Together". Bowie angažira Mikea Garsona da mu svira klavir na albumu i solo u naslovnoj skladbi, što je istaknuto kao najbitniji uradak na materijalu.
U listopadu 1973. izlazi album Pin Ups, s obradama skladbi tada najpoznatijih sastava The Whoa, The Kinksa, Pink Floyda, The Yardbirdsa, The Pretty Thingsa, Bruce Springsteena i manje poznatih The Easybeatsa i The Merseysa. Album zauzima broj 3 na britanskoj ljestvici albuma, a hit skladba "Sorrow" postaje broj 1 ljestvice singlova, što Bowieu donosi najbolju prodaju albuma do tada. Ovim albumom Bowie najavljuje razlaz s pratećim sastavom "Spiders From Mars" i prestanak koncertnih aktivnosti. Jedan od većih razloga za taj potez bila je njegova želja da napiše mjuzikl nadahnut Orwellovim romanom "1984". Pošto ne dobiva suglasnost od vlasnika autorskih prava, dio napisanih skladbi objavljuje na albumu Diamond Dogs.

### Soul i R&B
Diamond Dogs, koji izlazi 1974. godine, bio je glazbeno osmišljen kao logičan nastavak Ziggyja, gdje do izražaja dolaze gitarski riffovi i lirske balade. Album je dao dosta hit skladbi: "Rebel Rebel" nalazila se na broju 5 britanske top liste, a "Diamond Dogs" na broju 21. Nakon izlaska albuma Bowie pokreće veliku Diamond Dogs turneju po Sjevernoj Americi, od lipnja do prosinca 1974. Scenska koreografija i rasipna produkcija specijalnih efekata koštala je mnogo novaca, no Bowie time postavlja nove standarde koji postaju praksa u njegovu daljnjem radu.
Nakon što je angažirao gitarista Carlosa Alomara i skupinu istaknutih soul glazbenika, izdaje koncertni album sa soul stilizacijom David Live. Bowie je komentirao kako bi se album David Live trebao zvati "David Bowie Is Alive and Well and Living Only In Theory", po svoj prilici zbog njegovog frenetičnog psihološkog stanja u tom razdoblju. Unatoč tome, album ga je još više učvrstio kao superzvijezdu, penjući se na broj 2 britanske i broj 8 američke liste.
Bowie albumom Young Americans iz 1975. nanovo radi veliki stilski zaokret. Album je bio izravna posveta philadelphijskom soulu i postigao je golemi uspjeh. Hit skladba "Fame", koju potpisuju John Lennon i Carlos Alomar, zauzima broj 1 američke top liste. Potaknut tim velikim uspjehom, Bowie seli u Los Angeles, gdje 1976. glumi u filmu redatelja Nicholasa Roega The Man Who Fell to Earth (za koji je dobio nagradu Saturn za najboljeg glumca) te snima album Station to Station.
Station to Station je projekt tranzicije s plastic-soula Young Americansa na hladni berlinski robotski zvuk. Zadržavajući odlike soul manire, Bowie svojoj izvedbi dodaje i croonersku notu kao temeljno obilježje paranoidnog i mračnog art-rock albuma, a galeriji svojih alter ega dodaje lik Tin White Dukea. Bowie kreće na sljedeću veliku turneju The 1976 World Tour, na kojoj je naglasak u potpunosti na novim skladbama, na dramatičnoj naslovnoj skladbi i baladama "Wild Is the Wind", "Word on a Wing" te funky "TVC 15" i "Stay". Glavnina izvođača dobro se upoznala na snimanju albuma i još više na samoj turneji: Carlos Alomar na ritam gitari, George Murray na bas-gitari i Dennis Davis na bubnjevima. Kao gosti na turneji nastupaju još na solo gitari Earl Slick, Adrian Belew i Bruce Springsteen te Roy Bittan na klavijaturama. Turneja je bila vrlo uspješna, ali zbog tmurne atmosfere i nacističkog pozdrava, novinari su Bowiea počeli prozivati da zagovara fašizam. Na temelju disko predložaka i pop balada Bowie izdaje vrlo uspješan singl "Golden Years", ali sve više ima problema s drogom i vraća se u Englesku. Nakon što ga mediji sve više napadaju zbog nacizma i sve veće ovisnosti, Bowie se seli u Berlin.

### Berlin
U Berlinu se uspješno skida s narkotika, počinje se baviti slikarstvom, upoznaje njemačku elektroničku glazbu te ostvaruje suradnju s Brianom Enoom i producentom Tonyjem Viscontijem. Krhak zvuk s albuma Station to Station prenosi i na sljedeći album Low, koji je prvi od tri albuma "Berlinske trilogije". Na albumu se nalaze elektroničke instrumentalne skladbe koje najavljuju novo doba osamdesetih, techno i post punk.
Isti stil, iako nešto veći utjecaj "krautrocka" i europske progresivne rock scene, obilježava i drugi album berlinske triologije, Heroes. Naslovna skladba na albumu govori o dvoje zaljubljenih, koji su razdvojeni berlinskim zidom i smatra se jednom od najboljih Bowievih skladbi.
Godine 1977. Bowie, osim što izdaje svoje albume, potpisuje produkciju za dva povratnička albuma Iggyja Popa, Idiot i Lust For Life, te glumi u filmu Schöner Gigolo, armer Gigolo (poznat i kao Just a Gigolo). Naredne godine odlazi na svjetsku turneju (prvi puta u Australiji i Novom Zelandu), na kojoj izvodi skladbe s "Lowa" i "Heroesa". Čitava turneja je zabilježena na koncertnom albumu Stage.
Godine 1979. izdaje posljednji album u suradnji s Enoom, Lodger, čime završava berlinsku triologiju. Album se razlikuje od prva dva, pa tako bilježi povratak popa, ali i zadržava neka od ranijih iskustava. Umjesto instrumentalnih skladbi, Bowie je složio impresivnu zbirku pop brojeva, no iskustvo s "Lowa" i "Heroesa" očitovalo se u zvuku i produkciji. Na albumu se nalazi nekoliko hit skladbi, "Boys Keep Swinging", "DJ" i "Look Back in Anger". Bowie će ponovo surađivati s Brianom Enoom 1995. na albumu "1. Outside".
Scary Monsters (and Super Creeps) posljednji je album kojega Bowie snima za "RCA Records" i jedna je od prijelomnih točaka u njegovoj karijeri. Scary Monsters sadrži hit skladbu "Ashes to Ashes", još jedno prvo mjesto britanske ljestvice. Skladba sadrži sintetičke zvukove sintisajzera, funky bas i kompleksne vokalne izvedbe, prepoznatljiv zvuk Bowijevog suradnika Chucka Hammera. Skladba "Fashion" naznaka je pravca u kojem će ići album Let's Dance iz 1983. Za vrijeme snimanja Scary Monstersa, Bowie se služi svom iskustvom koje je stekao za vrijeme berlinske ere. Krajem 1980. Bowie tri mjeseca nastupa na Broadwayu u predstavi "Čovjek-slon" ("The Elephant Man").

### Bowie kao superzvijezda
Bowie nastavlja raditi u kazalištu i na filmu do 1983. godine, a u studio ulazi samo radi zajedničkog singla Under Pressure sa sastavom Queen. Skladba postaje veliki hit, Bowiejev treći broj 1 na britanskoj top listi. Godine 1983. Bowie se razilazi s izdavačkom kućom "RCA" i potpisuje za "EMI America Records".
Nakon potpisivanja za "EMI", objavljuje svoj najkomercijalniji album Let's Dance. Album obilježava atmosfera novoromantičarskog doba osamdesetih u produkciji Nilea Rodgersa iz sastava Chic. Na albumu se po prvi puta pojavljuje gitarist Stevie Ray Vaughan. Naslovna skladba zauzima prvo mjesto na američkim i britanskim ljestvicama i postavlja nove standarde u glazbenom svijetu. Album daje još dva hita, "Modern Love" i "China Girl" (poznat po provokativnom video spotu).
Bowiejev sljedeći album, Tonight iz 1984. godine, originalno je bio zamišljen kao živi album s materijalom s turneje "Serious Moonlight Tour", ali na zahtjev izdavača "EMI"-ja izlazi kao studijski album. I Tonight je također bio plesno orijentiran, ali nije zabilježio uspjeh prethodnika. Na albumu se pojavljuju Tina Turner i Iggy Pop.
Iste godine snima duet s Mickom Jaggerom, s kojim obrađuje prethodne uspješne skladbe poput "Dancing in the Street". Godine 1985. Bowie je jedan od zapaženijih izvođača na megakoncertu "Live Aid" na Wembleyu. Sljedeće godine Bowie ponovo radi na filmu, pa tako snima skladbu za film "Absolute Beginners", ima jednu od glavnih uloga u filmu "Labyrinth" te snima pet skladbi za film "Monty Python" Terryja Jonesa.
Godine 1987. objavljuje svoj solo album Never Let Me Down. Na albumu prevladava gitarski rock. Produkciju su radili Bowie i David Richards. Album se našao na šestom mjestu britanske top liste, a s njega su potekla tri singla: "Day In, Day Out", "Time Will Crawl" i "Never Let Me Down". Čitavi projekt Bowie promovira na velikoj turneji Glass Spider.
U kolovozu 1988. godine Bowie glumi Poncija Pilata u filmu Posljednje Kristovo iskušenje redatelja Martina Scorsesea.

### Tin Machine
Nadahnut "Pixiesima" i "Sonic Youthom", kao i sjećanjima na rane sedamdesete, Bowie okuplja hard rock kvartet "Tin Machine", u kojemu uz njega sviraju gitarist Reeves Gabrels, Tony Sales na basu i Hunt Sales na bubnjevima. "Tin Machine" objavljuju dva studijska albuma i jedan živi snimak.
Originalni album Tin Machine izlazi 1989. Zvuk albuma karakterizira gitarska melodija s metalnom distorzijom. Na svjetskoj turneji grupi se priključuje gitarist Eric Schermerhorn.
Sljedeći albumi grupe bili su Tin Machine II, koji izlazi 1991. u produkciji članova grupe te Tima Palmera i Hugha Padghama, te živi album Tin Machine Live: Oy Vey, Baby na kojemu se nalazi materijal iz 1991. – 1992. s turneje It's My Life Tour. Nakon turneje Bowie osjeća umor od svog posla i sviranja sa sastavom pa se razilazi s "Tin Machine" i okreće samostalnom radu.

### Elektronička glazba
Bowie nastupa 1992. na uskrsnom koncertu u spomen na preminulog Freddieja Mercuryja iz sastava Queen, gdje izvodi skladbu "Heroes" i "Under Pressure" (s Annie Lennox). Godine 1993. izdaje svoj solo album Black Tie White Noise, koji je mješavina soula, jazza i hip-hopa te žestokih gitarskih riffova Micka Ronsona i Reevesa Gabrelsa. Album obnavlja suradnju Bowiea i producenta Nilea Rodgersa. Također 1993. izdaje instrumentalni album s filmskom glazbom The Buddha of Suburbia. Album sadrži nove elemente koji su dijelom već viđeni na albumu Black Tie White Noise, s isključivim naglaskom na twist i alternativni rock. Album je postao uspješan tek u reizdanju za SAD 1994. godine.
Album 1. Outside iz 1995. obnavlja suradnju s Brianom Enoom, s kojim Bowie želi uhvatiti priključak s novim glazbenim strujama. Albumom se Bowie vraća u mainstream, a samim time i na glazbene ljestvice. Singlovi s albuma su "The Hearts Filthy Lesson", "Strangers When We Meet"/"The Man Who Sold The World" i "Hallo Spaceboy". Prateći trend elektroničke glazbe i s iskustvom berlinske faze, Bowie poseže i za grungeom, ambijentom i novom velikom strašću cyber-spaceom. Glazbeni kritičari ostaju podijeljeni oko toga da li je nekadašnji trendmaker postao puki sljedbenik novih trendova. Iste godine postao je član Rock and Roll kuće slavnih.
U rujnu 1995. Bowie pokreće Outside turneju, na kojoj nanovo angažira Reevesa Gabrelsa na gitari i američki rock sastav "Nine Inch Nails". Turneja se nastavlja po Europi u veljači 1996. i po Japanu u ljeto 1996.
Prihvaćajući kritike za prethodne albume, Bowie objavljuje hard rock i bass 'n' drum album Earthling, koji unatoč pozitivnim kritikama nije kod publike polučio veći uspjeh.
Dana 9. siječnja 1997. Bowie održava koncert u njujorškom Madison Square Gardenu, na kojemu proslavlja svoj pedeseti rođendan (koji je bio dan ranije). Na koncertu su nastupili mnogi gosti-izvođači: Billy Corgan, Frank Black, Sonic Youth, Robert Smith iz sastava The Cure, Placebo i Lou Reed.

### Neoklasika
Godine 1999. Bowie je skladao glazbu za videoigru "Omikron: The Nomad Soul". U igri se pojavljuju Bowie i njegova supruga Iman. Te godine obrađuje glazbu iz videoigre i zajedno s novim skladbama objavljuje je na albumu Hours. Na albumu Bowie prezentira elektronički heavy s naglaskom na što više živih instrumenata. Pjesme kao što su "Thursday's Child" i "Survive" imaju dosta autobiografskih elemenata. Nakon snimanja albuma Reeves Gabrels prekida suradnju s Bowiem i vraća se svojoj solo karijeri.
U listopadu 2001. Bowie otvara koncert "The Concert for New York City" zajedno s Paulom Simonom. Također gostuje na albumu Viva Nueva! jazz rock sastava "Rustic Overtones".
Bowie i Tony Visconti nastavljaju suradnju na albumu Heathen, koji je najbliži klasičnim Bowievim albumima s nizom skladbi koje podsjećaju na nekadašnje uspješnice. Album je još jedan veliki stilski zaokret, ali i prvi album s etiketom "Columbia/Sony".
U rujnu 2003. Bowie objavljuje novi album Reality te najavljuje svjetsku turneju. Vodeći se iskustvom s prethodnog albuma, materijalom i produkcijom oslonio se na Tonyja Viscontija. Uspjeh albuma se najprije odnosio na zvuk koji je preuzet s albuma "Heroes" i posebno "Scary Monters".
"Reality" turneja je bila najprodavanija turneja 2004. godine, no završila je naprasno 25. lipnja nakon što je Bowie osjetio snažnu bol u prsima tijekom nastupa na Hurricane festivalu u njemačkom Scheeßelu. Ustanovilo se da se radilo o manjem srčanom udaru te je Bowie hitno operiran u Hamburgu. Oporavak je potrajao više od godine dana, premda je u međuvremenu izdao DVD s turneje.
David Bowie se vratio na scenu 8. rujna 2005. nastupom na eventu "Fashion Rocks", gdje je pjevao s kanadskom grupom Arcade Fire.
Dana 8. veljače 2006. Bowie je dobio nagradu Grammy za životno djelo.
U lipnju 2008. Bowie je izdao novu kompilaciju pjesama iSELECT, CD njegovih najdražih vlastitih pjesama. Kompilacija se mogla kupiti samo uz novine "The Mail On Sunday", a karakterizira je što na njoj gotovo i nema Bowievih velikih hitova, osim pjesme "Life on Mars?".

### Posljednjih pet godina
2003. nakon srčanog udara povukao se iz javnosti. U tajnosti se vratio u studio sedam godina poslije toga. Započinje sa snimanjem 24. albuma The Next Day. Prva pjesma s tog albuma "Where Are We Now?" objavljena je na iTunes 8 siječnja 2013, Bowiejev šezdeset šesti rođendan. Spot je režirao Tony Oursler koji u početku razmišljao o visoko buđetnom spotu kako bi prekinuo šutnju svih tih godina, ali David to odbija te želi da se spot snima u Tonyjevom studiju. Pjesma je nostalgična i govori o Bowievim danima provedenima u Berlinu.
Na kraju spota prikazuje se Bowie u trapericama i majci na kojoj piše Song of Norway ime filma zbog kojeg ga je ostavila prva prava ljubav Hermione Farthingale.
Sljedeća pjesma s tog albuma "The Stars (Are Out Tonight)" govori o Davidovom stavu prema slavnima. 2012. Bowija muči trend ubijanja djece zato piše novu pjesmu "Valentine's Day" kojom nastoji uvesti publiku u um ubojice. U spotu Bowie odbija oružje i krv. Veoma se zainteresirao za ljude, za to što ih pokreće. Zato se ta pjesma smatra manje šifriranom.
2013. u tajnosti dovršava omot za album The Next Day . Inspiracija za smišljanje koncepcije omota bila je slika iz 70-ih. Slika je bila osvrt na Bowiev život. Izdan 11.ožujka 2013., album nakon deset godina skače na vrh top-ljestvice i postaje najprodavaniji album te godine (za manje od dva tjedna prodalo se 100.000 primjeraka). Bowie nije davao intervjue da bi promovirao album i nije se pojavljivao u javnosti.
2014. surađuje s Mariom Schneider i njezinim orkestrom na pjesmi Sue.
U siječnju 2015. radi na svom 25.,ujedno i posljednjem albumu Blackstar. Ovoga puta surađuje s Donnyem McCaslinom i njegovim jazz bendom. Tijekom snimanja Bowie priznaje Donnyu da je bolestan. Johan Renck režira spot za pjesmu s istoimenog albuma. Bowie mu šalje crteže čovjeka s gazom preko lica i dva gumba na mjestu očiju. Isto tako mu je poslao i sliku astronauta s kosturom unutra. Johan kaže kako je to stopostotno bio Major Tom; lik kojeg je tijekom karijere više puta iskoristio. Major Tom već dugo traži mir i spokoj i pronašao ga je na Blackstaru. U listopadu iste godine Bowie je snimio svoj posljednji spot "Lazarus".

## Osobni život
Bowie se prvi put oženio 1969. godine s Angelom Barnett, koja se, prema tvrdnjama Davida Bowiea, ponašala kao muškarac (tu je izjavu snimio Calvin Mark Lee). Angelin loš osjećaj za modu i grubo kršenje zakona pripisivali su se utjecaju Bowieve rane karijere i svjetske slave. Njihov sin Zowie rodio se 30. svibnja 1971. Zowie je kasnije prvenstveno bio poznat kao Joe/Joey, premda mu je pravo ime bilo  – Duncan Zowie Haywood Jones. Nakon osam godina razdvojenog života, odlučili su se rastati 8. veljače 1980. u Švicarskoj.
Godine 1976. Bowie daje intervju za časopis Playboy, gdje između ostalog izjavljuje:
Bowie se drugi puta ženi 1992. somalijskim supermodelom Iman Abdulmajid. Bračni par Bowie 2000. godine dobiva kćer Alexandru Zahra Jones (koju zovu Lexi), a s njima živi i Imanina kćer iz prvog braka Zulekha. Obitelj povremeno živi na Manhattanu ili u Londonu.

## Smrt
2014. Davidu je dijagnosticiran rak jetre. Za vrijeme snimanja Blackstara Bowie preko Skypea Johanu kaže kako je teško bolestan i da je na umoru. U idućih šest mjeseci ne spominje bolest. Na snimanju posljednjeg spota Lazarus saznaje da mu je došao kraj, da liječenja više nemaju koristi i da je bolest pobijedila. Johan opisuje kako se za vrijeme snimanja Bowie u potpunosti uživio u pjesmu te pjevao iz sveg srca. Na snimci je uhvaćeno i njegovo disanje, ne zbog manjka daha već zbog toga što se punio energijom da otpjeva pjesmu kako treba. Album Blackstar izdan je 8.siječnja 2016. na Bowiejev 69. rođendan.
David Bowie preminuo je dva dana poslije.
Na pitanje kakva bi volio da njegova ostavština bude, Bowie je odgovorio:

## Nagrade i nominacije
Nagrada Saturn
- Nagrada Saturn za najboljeg glumca (film), Čovjek koji je pao na Zemlju (eng. The Man Who Fell to Earth).

Nagrada Daytime Emmy
- Za izrazitu ulogu u Hollywood Rocks the Movies: The 1970s (2003.)

Nagrada Grammy
- Za najbolji kratki glazbeni video; "Jazzin' for Blue Jean" (1985.)
- Za životno djelo (2006.)

Nagrada BRIT
- Najbolji britanski solo izvođač (1984.)
- Za izuzetan doprinos u glazbi (1996.)

Nagrada Webby
- Za izuzetan doprinos u glazbi (2007.)

## Diskografija
1. David Bowie (1967.)
2. David Bowie (1969., 1972. objavljen kao Space Oddity, VB #17, SAD #16)
3. The Man Who Sold the World (1970., VB #26, SAD #105)
4. Hunky Dory (1971., VB #3, SAD #93)
5. The Rise and Fall of Ziggy Stardust and the Spiders from Mars (1972., VB #5, SAD #75)
6. Aladdin Sane (1973., VB #1, SAD #17)
7. Pin Ups (1973., VB #1, SAD #23)
8. Diamond Dogs (1974., VB #1, SAD #5)
9. Young Americans (1975., VB #2, SAD #9)
10. Station to Station (1976., VB #5, SAD #3)
11. Low (1977., VB #2, SAD #11)
12. "Heroes" (1977, VB #3, SAD #35)
13. Lodger (1979., VB #4, SAD #20)
14. Scary Monsters (and Super Creeps) (1980., VB #1, SAD #12)
15. Let's Dance (1983., VB #1, SAD #4)
16. Tonight (1984, VB #1, SAD #11)
17. Labyrinth (glazba iz filma) (1986.)
18. Never Let Me Down (1987., VB #6, SAD #34)
19. Tin Machine (zajedno s Tin Machine) (1989., VB #3, SAD #28)
20. Tin Machine II (zajedno s Tin Machine) (1991., VB #23, SAD #126)
21. Black Tie White Noise (1993., VB #1, SAD #39)
22. The Buddha of Suburbia (1993., VB #87)
23. 1. Outside (1995, VB #8, SAD #21)
24. Earthling (1997., VB #6, SAD #39)
25. Hours (1999., VB #5, SAD #47)
26. Toy (2001, neobjavljeno)
27. Heathen (2002, VB #5, SAD #14)
28. Reality (2003, VB #3, SAD #29)
29. The Next Day (2013, VB #1, SAD #2)
30. Blackstar (2016)

## Filmografija
- The Image (1967) (kratki film) kao dječak
- Theatre 625 (1968) (TV serija) (sezona 5, epizoda 22) kao plesač
- The Virgin Soldiers (1969) kao vojnik
- Pierrot in Turquoise or The Looking Glass Murders (1970) kao vojnik
- Čovjek koji je pao na zemlju (1976) kao Thomas Jerome Newton; primio nagradu Saturn Award za najboljeg glumca
- Just a Gigolo (1978) kao Paul Ambrosius von Przygodski
- Christiane F. – Mi djeca s kolodvora ZOO (film) (1981) kao David Bowie
- The Snowman (1982) narator
- Baal (1982) kao Baal
- Žutobradi (1983) kao The Shark
- Sretan Božić, gospodine Lawrence (1983) kao bojnik Jack 'Strafer' Celliers
- Glad (1983) kao John Blaylock
- Jazzin' for Blue Jean (1984) kao Vic i kao Lord Byron
- Besana noć (1985) kao Colin Morris
- Labirint (1986) kao Jareth kralj goblina
- Apsolutni početnici (1986) kao Vendice Partners
- Posljednje Kristovo iskušenje (1988) kao Poncije Pilat
- The Linguini Incident (1991) kao Monte
- Dream On (1991) (TV serija) (sezona 2, epizoda 1) kao Sir Roland Moorecock
- Twin Peaks: Vatro hodaj sa mnom (1992) kao Phillip Jeffries
- Full Stretch (1993) (TV serija) (sezona 1, epizoda 1) kao David Bowie
- Basquiat (1996) kao Andy Warhol
- Moj divlji zapad (1998) kao Jack Sikora
- Everybody Loves Sunshine (1999) kao Bernie
- Glad (1999) (TV serija)(sezona 2) kao The Host / Julian Priest
- Riceova tajna (2000) kao William Rice
- Empty (2000) kao muškarac
- Zoolander (2001) cameo uloga kao David Bowie; nominan za MTV Movie Award
- Nathan Barley (2005) (TV serija) kao David Bowie
- Extras (2006) (TV serija) (sezona 2, epizoda 2) kao David Bowie
- Prestiž (2006) kao Nikola Tesla
- Arthur u zemlji Minimoya (2006) kao Emperor Maltazard (Engleska verzija)
- SpongeBob's Atlantis SquarePantis (2007) kao Lord Royal Highness (Engleska verzija)
- Kolovoz (2008) kao David Bowie
- Rokerice (2008) cameo uloga kao David Bowie
- Twin Peaks: The Missing Pieces (2014) kao Phillip Jeffries

## Turneje
- 1972.-'73. – Ziggy Stardust Tour
- 1974. – Diamond Dogs Tour
- 1976. – Station to Station Tour
- 1978. – Low and Heroes Tour
- 1983. – Serious Moonlight Tour
- 1987. – Glass Spider Tour
- 1989. – Tin Machine Tour
- 1990. – Sound+Vision Tour
- 1991.-'92. – It's My Life Tour
- 1995.-'96. – Outside Tour
- 1996. – Outside Summer Festivals Tour
- 1997. – Earthling Tour
- 1999. – The 'hours...' Tour
- 2000. – Mini Tour
- 2002. – Heathen Tour
- 2003.-'04. – A Reality Tour

## Vanjske poveznice
- Službene stranice Davida Bowiea
- Životopis Davida Bowiea  Arhivirana inačica izvorne stranice od 29. veljače 2008. (Wayback Machine) – na stranicama Rolling Stonea
- Diskografija Davida Bowiea
- Gdje je otišao David Bowie?